# Dassault Group
Dassault Group (Tập đoàn Dassault), (GIMD, Groupe Dassault, hay Groupe Industriel Marcel Dassault S.A.) là một tập đoàn gồm nhiều công ty của Pháp do Serge Dassault thành lập.
Giám đốc điều hành là Claude Dassault và Olivier Costa De Beauregard.

## Công ty con
- Dassault Aviation;
- Dassault Falcon Jet;
- S.A.B.C.A. (thiết kế và chế tạo thiết bị hàng không không gian);
- Sogitec (mô phỏng và các hệ thống hỗ trợ logic hợp nhất);
- Dassault Systèmes;
- Société de Véhicules Electriques (SVE), một liên doanh giữa Dassault và Heuliez để phát triển xe ô tô chạy điện (Cleanova II dựa trên Renault Kangoo), Chủ tịch và CEO là Gérard Thery;
- Figaro (công ty truyền thông, bao gồm Le Figaro và FC Nantes Atlantique);
- Immobiliere Dassault;
- Artcurial.